# Bianca Grosse
Bianca Grosse (* 21. Januar 1977) ist eine deutsche Triathletin und Radsportlerin.

## Werdegang
2011 ging Bianca Grosse in Frankfurt am Main bei ihrem ersten Triathlon über die Lang- oder Ironman-Distanz (3,86 km Schwimmen, 180,2 km Radfahren und 42,195 km Laufen) an den Start.
2012 gewann sie im Juli beim Ironman Germany ihre Altersklasse, belegte im Gesamtfeld der Frauen den elften Rang und qualifizierte sich damit für einen Startplatz beim Ironman Hawaii (Ironman World Championships).
Sie wurde trainiert von Natascha Schmitt und seit 2014 von Mario Schmidt-Wendling.
2013 konnte sie beim Ironman 70.3 Mallorca (1,9 km Schwimmen, 90 km Radfahren und 21,1 km Laufen) die Altersklasse 35–39 für sich entscheiden und sich für die Ironman-70.3-Weltmeisterschaften qualifizieren.
Im Juni 2016 wurde Bianca Grosse in Nidda deutsche Meisterin im Einzelzeitfahren.
Sie gewann im Juni 2019 nach 2017 und 2015 zum dritten Mal den Mittelmosel Triathlon und verbesserte mit ihrer Siegerzeit von 2:27:08 h den Streckenrekord auf der olympischen Distanz (1,5 km Schwimmen in der Mosel, 40 km Radfahren und 10 km Laufen).
Im August gewann die damals 42-Jährige am Neusiedlersee auf der Langdistanz den Austria-Triathlon.

## Sportliche Erfolge
| Datum/Jahr    | Rang | Wettbewerb             | Austragungsort | Zeit     | Bemerkung                          |
| ------------- | ---- | ---------------------- | -------------- | -------- | ---------------------------------- |
| 23. Juni 2019 | 1    | Mittelmosel Triathlon  | Zell           | 02:27:08 | Streckenrekord                     |
| 18. Juni 2017 | 1    | Mittelmosel Triathlon  | Zell           |          |                                    |
| 21. Juni 2015 | 1    | Mittelmosel Triathlon  | Zell           |          |                                    |
| 21. Juni 2014 | 10   | Ironman 70.3 Luxemburg | Remich         | 04:40:36 | als beste Deutsche                 |
| 10. Mai 2014  | 17   | Ironman 70.3 Mallorca  | Alcúdia        | 04:54:24 |                                    |
| 11. Mai 2013  | 20   | Ironman 70.3 Mallorca  | Alcúdia        | 04:54:16 | Siegerin der Altersklasse 35–39    |
| 15. Aug. 2010 | 70   | Ironman 70.3 Germany   | Wiesbaden      | 05:55:57 | Ironman 70.3 European Championship |

| Datum/Jahr    | Rang | Wettbewerb        | Austragungsort | Zeit     | Bemerkung                                                                              |
| ------------- | ---- | ----------------- | -------------- | -------- | -------------------------------------------------------------------------------------- |
| 31. Aug. 2019 | 1    | Austria-Triathlon | Podersdorf     | 09:54:45 |                                                                                        |
| 4. Aug. 2019  | 3    | Ostseeman         | Glücksburg     |          |                                                                                        |
| 2. Sep. 2018  | 1    | Cologne 226       | Köln           |          | Siegerin auf der Langdistanz (3,8 km Schwimmen, 180 km Radfahren und 42,195 km Laufen) |
| 5. Aug. 2018  | 2    | Ostseeman         | Glücksburg     | 09:45:39 | persönliche Bestzeit auf der Langdistanz                                               |
| 6. Aug. 2017  | 2    | Ostseeman         | Glücksburg     |          |                                                                                        |
| 5. Juli 2015  | 12   | Ironman Germany   | Frankfurt      | 10:07:09 | Ironman European Championships                                                         |
| 13. Okt. 2012 | 123  | Ironman Hawaii    | Hawaii         | 11:00:03 | [ 9 ]                                                                                  |
| 8. Juli 2012  | 11   | Ironman Germany   | Frankfurt      | 09:58:13 | Siegerin Altersklasse                                                                  |
| 24. Juli 2011 | 37   | Ironman Germany   | Frankfurt      | 11:06:37 | Triathlon-Europameisterschaft auf der Langdistanz                                      |

(DNF – Did Not Finish)